# Università di Alcalá
L'Università di Alcalá (in spagnolo: Universidad de Alcalá), è un istituto di insegnamento superiore situato nella città di Alcalá de Henares (a est di Madrid) in Spagna. Ad Alcalá esisteva un'università già dal 1499, poi trasferita a Madrid e che si chiama tuttora "Università Complutense di Madrid" per ricordare Complutum, l'antico nome di Alcalá. Ricostituita come nuova università ad Alcalá nel 1977 ne utilizza alcune delle sedi storiche (protette dall'UNESCO).

## L'università
Al momento, l'università è ospitata in due ampi edifici urbani nel centro cittadino di Alcalá de Henares, con vari campus nella città stessa e nella vicina Guadalajara.
Il primo degli edifici è posto nella parte meridionale della città, ospita soprattutto i dipartimenti scientifici ed è servita addirittura da una sua propria fermata ferroviaria della Renfe. Il secondo campus, più centrale, ospita le facoltà umanistiche e comprende alcuni istituti minori.
È frequentata da circa 20.000 studenti, il che rende l'abitato fortemente influenzato dalla sua università. Ogni anno vi viene assegnato il Premio Cervantes, un riconoscimento ai più grandi letterati ispanofoni. Offre corsi di studio in biologia, economia e commercio, scienze ambientali, legge, letteratura inglese e spagnola, filosofia, storia, studi classici, medicina, chimica, architettura, scienze delle telecomunicazioni e molti altri campi. I più frequentati in assoluto sono quelli di ingegneria ed economia e commercio, ma anche le facoltà relative agli studi classici sono notevoli. Inoltre, essendo la città natale di Miguel de Cervantes, e a causa della sua posizione geografica, ci sono molti programmi interculturali stranieri dedicati allo studio dello spagnolo.

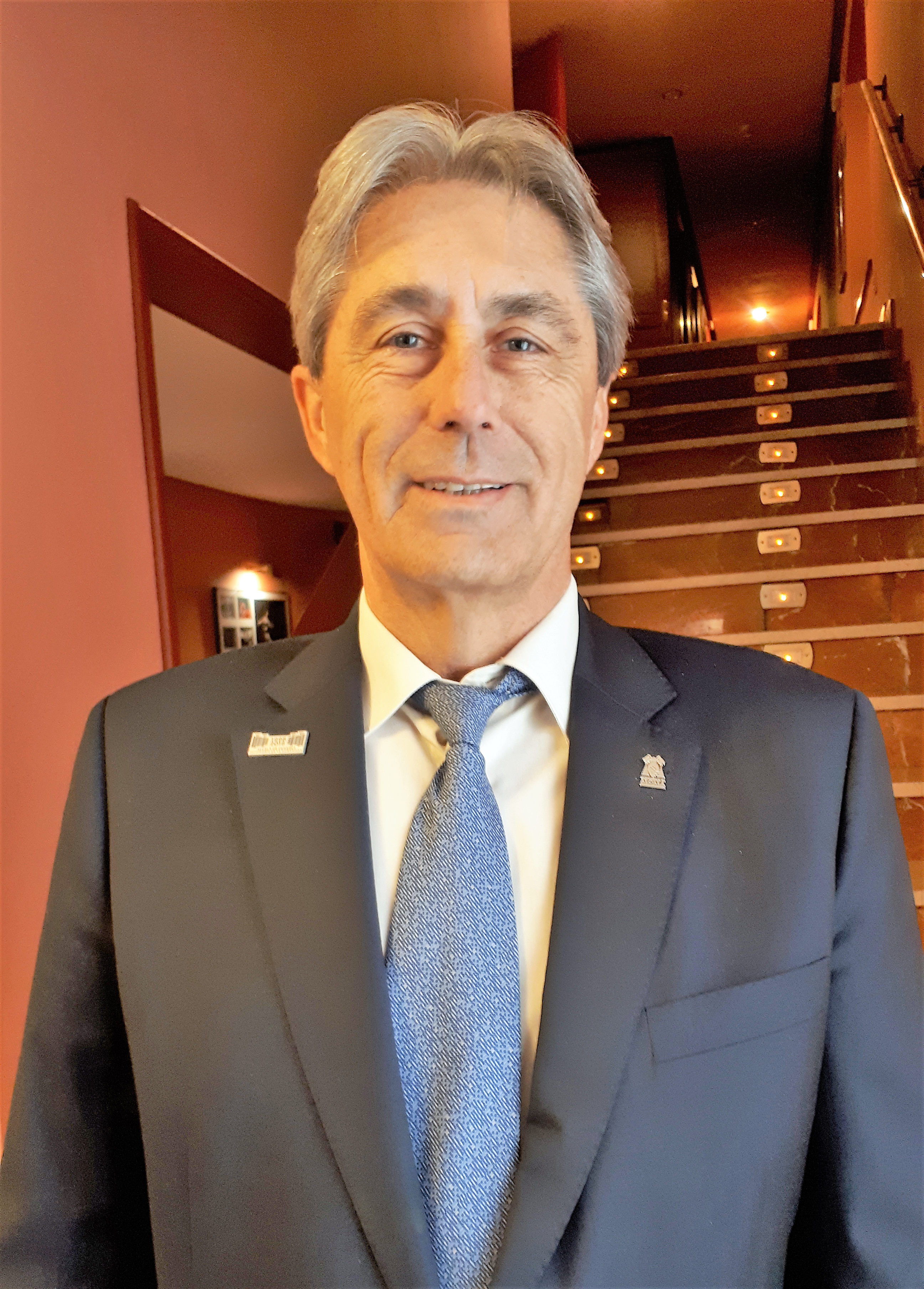
José Vicente Saz Pérez (Rector de la Università di Alcalá, 2018).

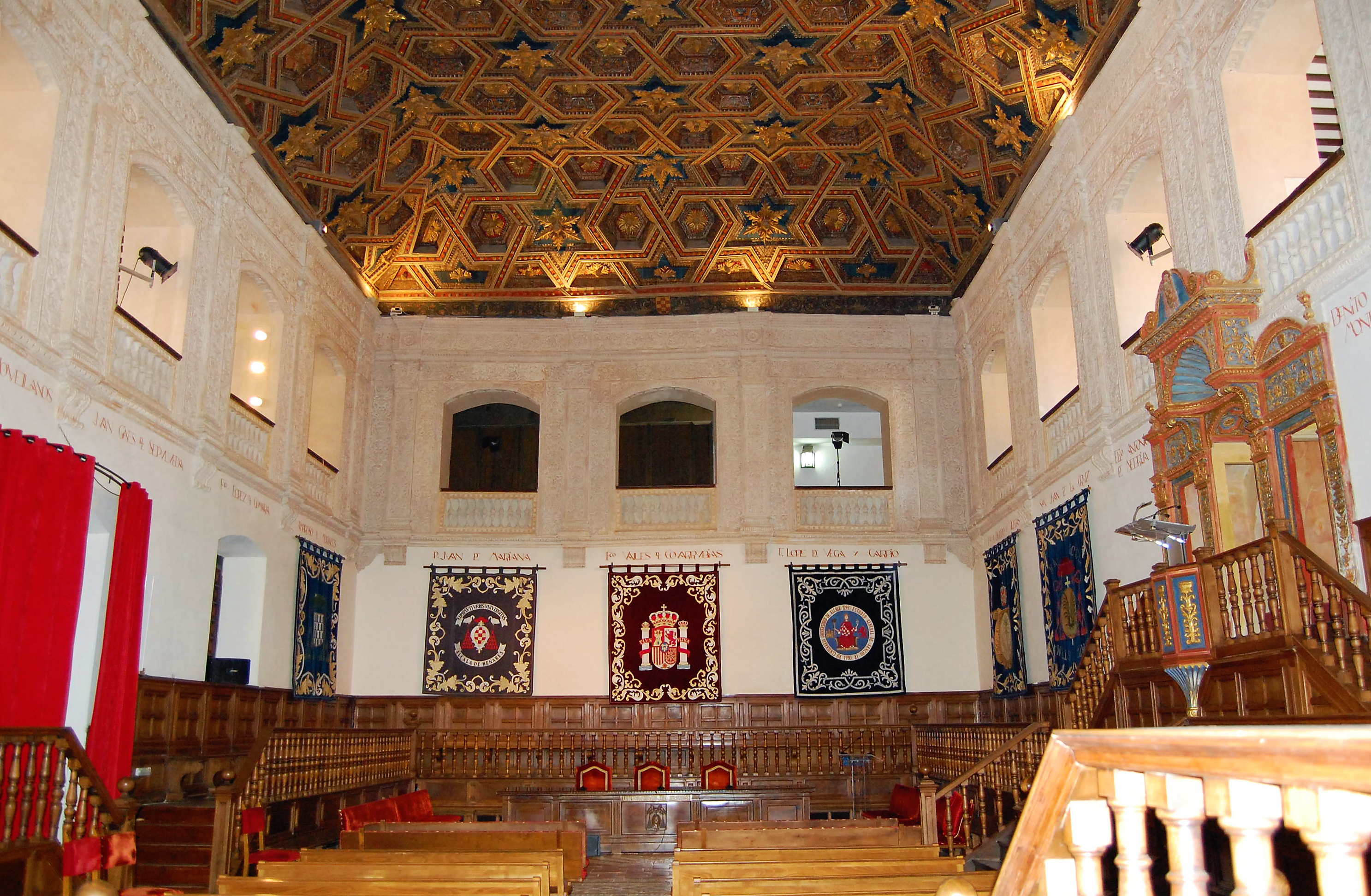
Auditorium dell'Università di Alcalá.